# Будзиська (Мронґовський повіт)
Будзиська (пол. Budziska, нім. Budzisken; 1929-45: Wachau) — село в Польщі, у гміні Мронгово Мронґовського повіту Вармінсько-Мазурського воєводства.